# “七乡胜地”牌坊
“七乡胜地”牌坊位于中国浙江省宁波市海曙区石碶街道横涨村西北端，明代牌坊，鄞西地区原为七乡之地，因是南塘河进入城中之要地，故名“七乡胜地”，牌坊坐北朝南，为二柱单开间单檐歇山顶，通面阔2.42米，高2.32米，柱头间施阑额，阑额北有门轴孔，2010年9月公布为鄞州区文物保护单位，2018年12月28日因行政区划调整公布为海曙区文物保护单位。